# Sweet Hitch-Hiker
Sweet Hitch-Hiker/Door to Door è un singolo del gruppo rock statunitense Creedence Clearwater Revival, pubblicato nel 1971.

## I brani
Sweet Hitch-Hiker
Il brano è stato scritto da John Fogerty e, oltre che nel singolo, venne inserito nel 1972 nell'album Mardi Gras.
Door to Door
Il lato B è stato scritta e cantato da Stu Cook.

## Tracce
1. Sweet Hitch-Hiker
2. Door to Door

## Classifiche
| Classifiche (1971) | Posizione massima |
| ------------------ | ----------------- |
| Stati Uniti        | 6                 |